# Le mura di Malapaga
Le mura di Malapaga (Frans: Au-delà des grilles) is een Italiaans-Franse dramafilm uit 1949 onder regie van René Clément. Destijds werd de film uitgebracht onder de titel De laatste haven.

## Verhaal
De Franse moordenaar Pierre Arrignon is  naar Genua gevlucht. Hij wordt er verliefd op Marta Manfredi. Ze is verwikkeld in een echtscheiding en vecht met haar man om de voogdij over hun kind. Wanneer de politie Pierre op het spoor komt, moet hij kiezen tussen vluchten of een laatste nacht doorbrengen met Marta.

## Rolverdeling
| Acteur           | Personage        |
| ---------------- | ---------------- |
| Jean Gabin       | Pierre Arrignon  |
| Isa Miranda      | Marta Manfredini |
| Vera Talchi      | Cecchina         |
| Andrea Checchi   | Giuseppe         |
| Robert Dalban    | Matroos          |
| Ave Ninchi       | Maria            |
| Checco Rissone   | Valsemunter      |
| Renato Malavasi  | Tandarts         |
| Carlo Tamberlani | Commissaris      |
| Vittorio Duse    | Agent            |